# Смирнов, Александр Григорьевич
Александр Григорьевич Смирнов (31 августа 1917, дер. Круглый Бор Череповецкого района Вологодской губернии — 1970-е, Омск, СССР) — советский руководитель органов внутренних дел, генерал-майор милиции. Начальник УВД Омского облисполкома (1964-1970), начальник ИТЛК УМЮ Омской области (1955-1957). Заслуженный работник МВД СССР. Участник масштабных проектов по освоению целинных земель и промышленному строительству в Уральском регионе.

## Биография
- 1917:  Родился в крестьянской семье середняков в деревне Круглый Бор Череповецкого района, Вологодской губекрнии, РСФСР.
- 1932:  Окончил семилетнюю школу в Череповце, поступил в речное училище им. Володарского (г. Щербаков), где в это время учился будущий начальник КГБ СССР и генеральный секретарь ЦК КПСС Юрий Андропов.
- 1934–1938:  Работал на судах Верхне-Волжского пароходства: от практиканта до старшего помощника механика.
- 1939–1941:  Начал карьеру в НКВД на строительстве Архангельского бумажного комбината:

— машинист и сменный механик (1939–1941)
— старший инструктор политотдела (1941)
- Декабрь 1941:  Переведён в оперативный отдел управления НКВД комбината в должности оперативного уполномоченного.
- 1942–1951:  Служба в системе Тагиллага НКВД/МВД (Нижний Тагил):

— оперуполномоченный (1942)
— начальник отделения → заместитель начальника отдела → замначальника управления (до 1951)
— руководил строительством цехов Уралвагонзавода и жилых кварталов для работников.
- 1953:  Окончил Офицерскую школу МВД.
- 1951–1955:  Работа в Камышлаге (Кемеровская область):

— начальник отдела режима (1951–1953)
— заместитель начальника управления (1953–1954)
— начальник управления (1954–1955)
- 1955–1957:  Начальник Управления ИТЛК Минюста СССР в Омске.
- 1957–1964:  Заместитель начальника Омского облуправления МВД по кадрам.
- 1963: Окончил с отличием Высшую школу МООП РСФСР.
- 1964–1970: Начальник УВД Омского облисполкома:[1]

— строительство 17 совхозов и зернохранилищ на целинных землях
— организация производства запчастей для сельхозмашин
— внедрение инновационных методов оперативно-розыскной деятельности.
- 1970 - :  Начальник Оренбургского управления МООП и оттуда откомандирован в МВД СССР.
- Точная дата смерти и место захоронения не установлены — по свидетельствам современников, скончался в конце 1970-х годов.[2]

## Партийная деятельность
- 1932 по 1942: состоял членом ВЛКСМ.
- С 1943 года: член КПСС.
- С 1947 года неоднократно избирался в руководящие органы региональных комитетов комсомола и партии.
- Избирался депутатом районных, городских и областных Советов народных депутатов.[2]

## Награды
- Медаль «За отличие в охране общественного порядка» (за ликвидацию бандитских формирований на Урале)
- Медаль «За доблестный труд в Великой Отечественной войне 1941—1945 гг.»
- Нагрудный знак «Заслуженный работник МВД» (1968)
- 4 ведомственные медали МВД СССР
- 7 юбилейных медалей к памятным датам СССР[2]